# Ophiogeron edentulus
Ophiogeron edentulus is een slangster uit de familie Ophiomyxidae.
De wetenschappelijke naam van de soort werd in 1878 gepubliceerd door Theodore Lyman.